# اس/۲۰۰۶ اس ۱
اس/۲۰۰۶ اس ۱ (به انگلیسی: S/2006 S 1) یکی از قمرهای سیاره زحل است که در تاریخ ۶ مارس ۲۰۰۶ توسط اسکات اس. شپرد، دیوید سی.جویت، جن کلینه و برایان جی.مارسدن کشف شد که از ۴ ژانویه تا ۳۰ آوریل ۲۰۰۶ در حال رصد بود. اس/۲۰۰۶ اس ۱ با قطر ۶ کیلومتر و مداری با فاصله تقریبی ۱۸٫۶۵ گیگامتر طی ۹۵۱٫۱ روز به دور زحل با انحراف مداری ۱۵۴٫۶ درجه نسبت به دائرةالبروج با حرکت مخالف‌گرد با خروج از مرکز مداری ۰٫۰۸۱۴ در گردش است. این قمر یک بار در سال ۲۰۰۶ گمشده بود زیرا از زمان کشف آن دیده نمی‌شد. این قمر بعدها در اکتبر سال ۲۰۱۹ دوباره رویت شد.